# Copa del Rey de voleibol 2017
Del 24 al 26 de febrero de 2017 tuvo lugar la LXVII edición de la Copa de S.M. el Rey, siendo Leganés la ciudad anfitriona. 
Los 6 mejores equipos de la primera vuelta de la Superliga disputaron el torneo. Entre ellos tenemos 2 equipos de las Islas Baleares, 2 de Andalucía, 1 de Castilla y León y 1 de Aragón.

## Cuadro de la Copa
|  | Cuartos de final | Cuartos de final               | Cuartos de final | Cuartos de final    | Cuartos de final | Cuartos de final | Cuartos de final |            |    | Semifinales | Semifinales | Semifinales | Semifinales | Semifinales | Semifinales | Semifinales |                    |    | Final | Final | Final | Final | Final | Final | Final |  |
|  |                  |                                |                  |                     |                  |                  |                  |            |    |             |             |             |             |             |             |             |                    |    |       |       |       |       |       |       |       |  |
|  |                  |                                |                  |                     |                  |                  |                  |            |    |             |             |             |             |             |             |             |                    |    |       |       |       |       |       |       |       |  |
|  | 1                | Unicaja Almería                |                  |                     |                  |                  |                  |            |    |             |             |             |             |             |             |             |                    |    |       |       |       |       |       |       |       |  |
|  | 1                | Unicaja Almería                |                  |                     |                  |                  |                  |            |    |             |             |             |             |             |             |             |                    |    |       |       |       |       |       |       |       |  |
|  |                  |                                |                  |                     |                  |                  |                  |            |    |             |             |             |             |             |             |             |                    |    |       |       |       |       |       |       |       |  |
|  |                  | 1                              | Unicaja Almería  | 28                  | 26               | 18               |                  |            |    |             |             |             |             |             |             |             |                    |    |       |       |       |       |       |       |       |  |
|  |                  |                                |                  |                     |                  |                  |                  |            |    |             |             |             |             |             |             |             |                    |    |       |       |       |       |       |       |       |  |
|  |                  |                                | 5                | Ca'n Ventura Palma  | 30               | 26               | 25               |            |    |             |             |             |             |             |             |             |                    |    |       |       |       |       |       |       |       |  |
|  | 4                | Ca'n Ventura Palma             | 5                | Ca'n Ventura Palma  | 30               | 26               | 25               | 25         | 28 | 25          |             |             |             |             |             |             |                    |    |       |       |       |       |       |       |       |  |
|  | 4                | Ca'n Ventura Palma             |                  |                     |                  |                  |                  |            |    |             |             |             |             |             |             |             |                    |    |       |       |       |       |       |       |       |  |
|  | 5                | Río Duero Soria                | 19               | 26                  | 16               |                  |                  |            |    |             |             |             |             |             |             |             |                    |    |       |       |       |       |       |       |       |  |
|  | 5                | Río Duero Soria                | 19               | 26                  | 16               |                  |                  |            |    |             |             |             |             |             |             | 1           | Ca'n Ventura Palma | 19 | 25    | 25    | 19    | 22    |       |       |       |  |
|  |                  |                                |                  |                     |                  |                  |                  |            |    |             |             |             |             |             |             |             | Ca'n Ventura Palma | 19 | 25    | 25    | 19    | 22    |       |       |       |  |
|  |                  |                                | 2                | CAI Teruel          | 25               | 22               | 19               | 25         | 20 |             |             |             |             |             |             |             |                    |    |       |       |       |       |       |       |       |  |
|  | 3                | CAI Teruel                     | 2                | CAI Teruel          | 25               | 22               | 19               | 25         | 20 | 25          | 25          | 27          |             |             |             |             |                    |    |       |       |       |       |       |       |       |  |
|  | 3                | CAI Teruel                     |                  |                     |                  |                  |                  |            |    |             |             | 27          |             |             |             |             |                    |    |       |       |       |       |       |       |       |  |
|  | 6                | Fundación Cajasol Juvasa Vóley | 21               | 15                  | 25               |                  |                  |            |    |             |             |             |             |             |             |             |                    |    |       |       |       |       |       |       |       |  |
|  | 6                | Fundación Cajasol Juvasa Vóley | 21               | 15                  | 25               |                  | 3                | CAI Teruel | 25 | 25          | 25          |             |             |             |             |             |                    |    |       |       |       |       |       |       |       |  |
|  |                  |                                |                  |                     |                  |                  |                  | CAI Teruel | 25 | 25          | 25          |             |             |             |             |             |                    |    |       |       |       |       |       |       |       |  |
|  |                  |                                | 2                | Ushuaïa Ibiza Vóley | 15               | 18               | 20               |            |    |             |             |             |             |             |             |             |                    |    |       |       |       |       |       |       |       |  |
|  |                  |                                | 2                | Ushuaïa Ibiza Vóley | 15               | 18               | 20               |            |    |             |             |             |             |             |             |             |                    |    |       |       |       |       |       |       |       |  |
|  |                  |                                |                  |                     |                  |                  |                  |            |    |             |             |             |             |             |             |             |                    |    |       |       |       |       |       |       |       |  |
|  | 2                | Ushuaïa Ibiza Vóley            |                  |                     |                  |                  |                  |            |    |             |             |             |             |             |             |             |                    |    |       |       |       |       |       |       |       |  |
|  | 2                | Ushuaïa Ibiza Vóley            |                  |                     |                  |                  |                  |            |    |             |             |             |             |             |             |             |                    |    |       |       |       |       |       |       |       |  |
|  |                  |                                |                  |                     |                  |                  |                  |            |    |             |             |             |             |             |             |             |                    |    |       |       |       |       |       |       |       |  |

## Equipos participantes

### Ca'n Ventura Palma
El equipo recién ascendido disputará por primera vez en su historia la Copa del Rey después de lograr el ascenso el año anterior. Lo hará como 3.º clasificado de la primera vuelta de la Superliga.
| #                         | Nombre                      | F. Nacimiento           | Estatura | Origen  | Co | Re | Ce | Op | Li |
| ------------------------- | --------------------------- | ----------------------- | -------- | ------- | -- | -- | -- | -- | -- |
| 1                         | Alejandro Fernández Rojas   | 17 de abril de 1987     | 1,85 m   | España  |    |    |    |    | x  |
| 2                         | Joan Perelló                | 15 de mayo de 1984      | 1,91 m   | España  |    | x  |    |    |    |
| 3                         | Miquel Capllonch            | 6 de julio de 1982      | 1,92 m   | España  |    |    |    | x  |    |
| 5                         | Daniel Macarro              | 18 de noviembre de 1993 | 1,97 m   | España  |    |    | x  |    |    |
| 7                         | Antonio Moreno              | 10 de febrero de 1987   | 1,97 m   | España  |    | x  |    |    |    |
| 8                         | Jorge Ferández              | 4 de mayo de 1989       | 2,03 m   | España  |    |    | x  |    |    |
| 9                         | Andrés Villena              | 27 de febrero de 1993   | 1,95 m   | España  |    |    |    | x  |    |
| 10                        | Víctor Viciana              | 12 de mayo de 1982      | 1,97 m   | España  |    | x  |    |    |    |
| 11                        | Renzo Cairus                | 12 de marzo de 1990     | 1,91 m   | Uruguay |    | x  |    |    |    |
| 12                        | John Molina                 | 12 de mayo de 1982      | 1,97 m   | España  |    | x  |    |    |    |
| 13                        | Pedro Verd                  | 25 de marzo de 1980     | 1,80 m   | España  | x  |    |    |    |    |
| 15                        | Marcos Dreyer               | 21 de noviembre de 1971 | 1,96 m   | España  |    |    | x  |    |    |
| 17                        | Francisco José Ruiz Garrido | 7 de junio de 1991      | 1,78 m   | España  |    | x  |    |    |    |
| 18                        | Guilherme Hage              | 28 de octubre de 1988   | 2,03 m   | Brasil  |    | x  |    |    |    |
| Entrenador: Marcos Dreyer |                             |                         |          |         |    |    |    |    |    |

### C.D.V. Río Duero - Soria
El equipo soriano disputará por tercera vez en su historia la Copa del Rey. Lo hará como 5.º clasificado de la primera vuelta de la Superliga.
| # | Nombre                      | F. Nacimiento            | Estatura | Origen  | Co | Re | Ce | Op | Li |
| --- | --------------------------- | ------------------------ | -------- | ------- | -- | -- | -- | -- | -- |
| 2 | Manu Salvador Esteban       | 11 de abril de 1986      | 1,94 m   | España  |    | x  |    |    |    |
| 3 | Alejandro Martínez Rangil   | 11 de febrero de 1984    | 1,91 m   | España  |    |    |    | x  |    |
| 4 | Manuel Sevillano Canals     | 2 de julio de 1981       | 1,93 m   | España  |    | x  |    |    |    |
| 5 | Luis Rodrigo Caldas Marinho | 22 de octubre de 1988    | 1,92 m   | España  |    |    | x  |    |    |
| 6 | Abel Bernal Bravo           | 23 de febrero de 1981    | 1,98 m   | España  |    |    | x  |    |    |
| 7 | Oscar Serna Asensio         | 9 de julio de 1999       | 1,81 m   | España  |    |    |    |    | x  |
| 8 | Jean Oriol                  | 17 de febrero de 1991    | 1,88 m   | Francia | x  |    |    |    |    |
| 10 | Alberto Ruiz Rubio          | 11 de junio de 1994      | 1,82 m   | España  | x  |    |    |    |    |
| 11 | Julien Winkelmuller         | 31 de julio de 1994      | 1,98 m   | Francia |    |    |    | x  |    |
| 12 | Álvaro Hernández            | 17 de enero de 1991      | 1,81 m   | España  |    |    |    |    | x  |
| 15 | Daniel Sanz Gil             | 5 de febrero de 1996     | 1,93 m   | España  |    |    | x  |    |    |
| 16 | Alberto Salas del Amo       | 13 de septiembre de 1984 | 1,94 m   | España  |    |    |    | x  |    |
| 18 | Pablo Mugarza Dulce         | 13 de febrero de 1998    | 1,87 m   | España  |    | x  |    |    |    |
| Entrenador: Manuel Sevillano Canals Asistente: Elías Terés Jiménez Asistente: Enrique Guíu Estadístico: Carlos Petreñas Fisioterapeuta: Miriam Barranco Delegado: María Luisa Romero Delegado: Ángel Romera |                             |                          |          |         |    |    |    |    |    |

### C.V. Teruel
El equipo turolense es un clásico de esta competición de este siglo en la Copa del Rey. Lo hará como 4.º clasificado de la primera vuelta de la Superliga. Jugará los 1/4 de final después de 5 años consiguiendo el pase directo desde semifinales.
| # | Nombre                        | F. Nacimiento            | Estatura | Origen     | Co | Re | Ce | Op | Li |
| --- | ----------------------------- | ------------------------ | -------- | ---------- | -- | -- | -- | -- | -- |
| 1 | Balsa Radunovic               | 12 de agosto de 1992     | 2,05 m   | Montenegro |    | x  |    |    |    |
| 2 | Sergi Reñé Giralt             | 31 de agosto de 1997     | 2,02 m   | España     | x  |    |    |    |    |
| 3 | Víctor Rodríguez Pérez        | 21 de septiembre de 1998 | 1,99 m   | España     |    |    | x  |    |    |
| 4 | Vinicius Noronha Da Silva     | 12 de julio de 1992      | 1,86 m   | Brasil     |    |    |    |    | x  |
| 6 | Máximo Torcello               | 31 de marzo de 1981      | 2,00 m   | Argentina  |    | x  |    |    |    |
| 7 | Carlos Jiménez Gallego        | 12 de agosto de 1995     | 1,92 m   | España     |    | x  |    |    |    |
| 8 | David De Juan Milla           | 10 de noviembre de 1998  | 1,98 m   | España     |    |    |    |    | x  |
| 9 | Pablo Bugallo Sánchez         | 20 de noviembre de 1991  | 1,97 m   | España     |    |    | x  |    |    |
| 11 | Jaroslaw Lech                 | 29 de julio de 1984      | 1,96 m   | Polonia    |    |    |    | x  |    |
| 12 | Gerard Osorio Recorda         | 29 de marzo de 1993      | 1,98 m   | España     |    |    |    | x  |    |
| 17 | Xavi Folguera Estruga         | 27 de agosto de 1988     | 1,77 m   | Andorra    | x  |    |    |    |    |
| 21 | Thomas Enrique Ereu Santander | 25 de octubre de 1979    | 1,92 m   | Venezuela  |    | x  |    |    |    |
| Entrenador: Miguel Rivera Rodríguez Asistente: Juan José Susín Luque Scout: Lázaro Vicente Pérez Fisioterapeuta: Fran de Alba Velázquez Médico: Fernando Tomás Rueda |                               |                          |          |            |    |    |    |    |    |

| Predecesor: Copa del Rey 2016 Cáceres | 'Copa del Rey 2017' Leganés | Sucesor: Copa del Rey 2018 Soria |

- Datos: Q30900617